# عصر جدید (فیلم ۱۹۵۷)
عصر جدید (به هندی: Naya Daur) فیلمی محصول سال ۱۹۵۷ و به کارگردانی بالدو راج چوپرا است. در این فیلم بازیگرانی همچون دیلیپ کومار، ویجینتی مالا، آجیت خان، چاند عثمانی، جیوانی و نظیر حسین ایفای نقش کرده‌اند.